# Régiment blindé colonial d'Extrême-Orient
Le régiment blindé colonial d'Extrême-Orient (ou RBCEO) est une unité de l'armée française créée en 1950 qui participa à la guerre d'Indochine.

## Création et différentes dénominations
- 18 décembre 1950 : création du RBCEO

## Historique des garnisons, combats et batailles

### Guerre d'Indochine

#### Création du régiment

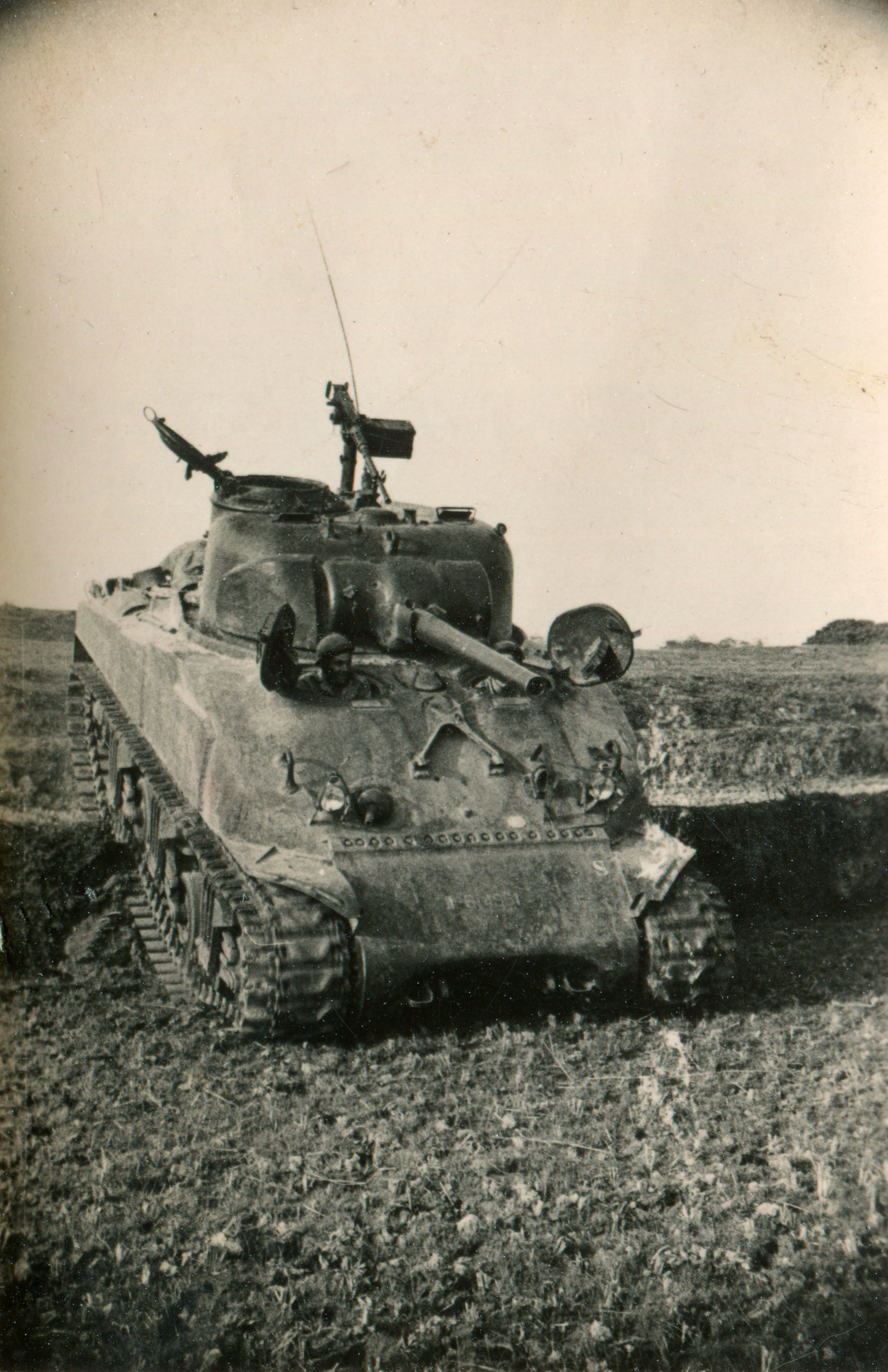
Un char M4 Sherman en Indochine.

Le régiment colonial de chasseurs de chars met sur pied conjointement avec le CICAB (centre d'instruction colonial de l'arme blindée) le RBCEO.
Les effectifs de l'état-major, de l'escadron hors rang, du 1er groupe d'escadrons (escadrons 1 et 2) du peloton de transmissions et du 1er peloton de canons d'assaut, soit 547 hommes, proviennent du RCCC. Le CICAB fournit quant à lui 322 hommes qui forment le 2e groupe d'escadrons (escadrons 3 et 4) et le 2e peloton de canons d'assaut.
Au départ pour l’Indochine l'effectif s'est renforcé et atteint 877 hommes (44/153/680). Il est également équipé de 59 chars M4 Sherman :
- 53 M4 / M4A1 (une majorité armée de canon de 75 mm et équipée de la suspension VVSS. On compte aussi des exemplaires à caisse hybride mécano-soudée avec la façade avant moulée. Deux M4A1E8 avec canon de 76mm et suspension HVSS ont été alloués à l'Indochine au travers du programme MDAP et sont au Centre d'Instruction de Ai-Mo à la date du 25 septembre 1953[2].
- 6 M4 (obusier de 105 mm)

Chaque escadron étant composé de 4 pelotons
Il est également pourvu de matériel type Dodge, Half-Track, automitrailleuses M20, chars de dépannage de type Lee et Tank Recovery Vehicle M32B1
En juin 1952, le 2ème Escadron reçoit quelques chasseurs de chars M36B2 en plus des Shermans, suivi par le 4ème Escadron en juillet, et ils forment deux escadrons mixtes. Le 1er décembre 1952, tous les M36B2 sont regroupés dans le 4ème Escadron. En octobre et novembre 1953,  le RBCEO est transformé, et remplace progressivement ses Shermans par des M36B2. Fin novembre, les 4 escadrons ont chacun 3 pelotons de 5 chasseurs de chars, pour un total de 60 M36B2.

#### L'encadrement
À son arrivée en Indochine l'encadrement du régiment est le suivant :
- Chef de corps : Lieutenant-colonel Gilles Paris de Bollardière
- Commandant en second : chef de bataillon Perceval
- Chef d'état major : capitaine Gaillet
- Médecin : commandant Leclère

- Peloton de transmission : lieutenant Gaudin
- 1er peloton de canons d'assaut : lieutenant Rouzaud
- 2e peloton de canons d'assaut : lieutenant Laboria
- Escadron Hors rang : ???

- 1er groupe d'escadrons :capitaine Bourriquen
  - 1er escadron : ???
  - 2e escadron : ???

- 2e groupe d'escadrons : ???
  - 3e escadron : ???
  - 4e escadron : ???

Mais les besoins opérationnels évoluant, la structure de l'unité ne sera pas conservé et fera l'objet de plusieurs adaptations au cours de la guerre.

### Drapeau

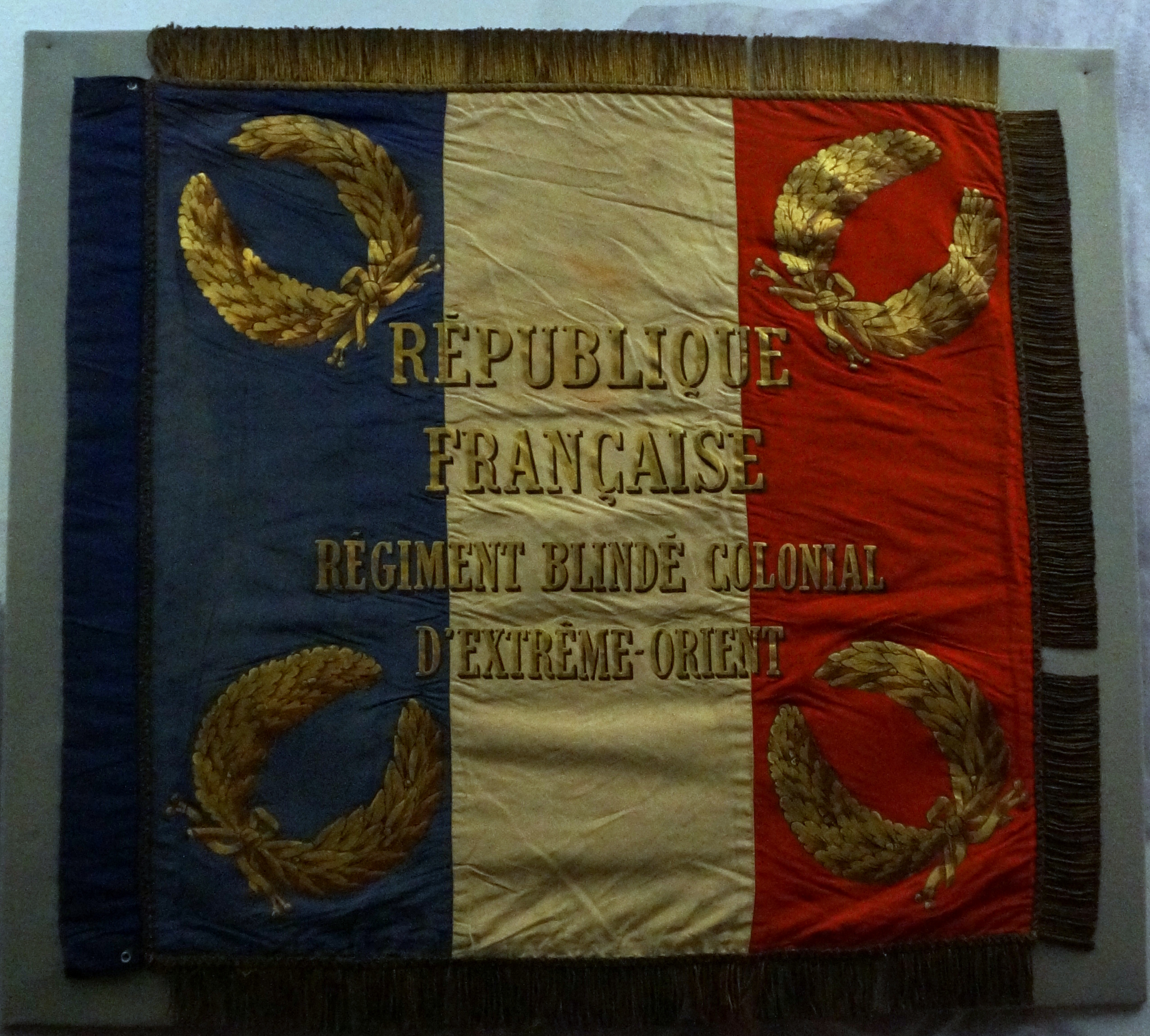
Au musée de l'armée.

### Décorations

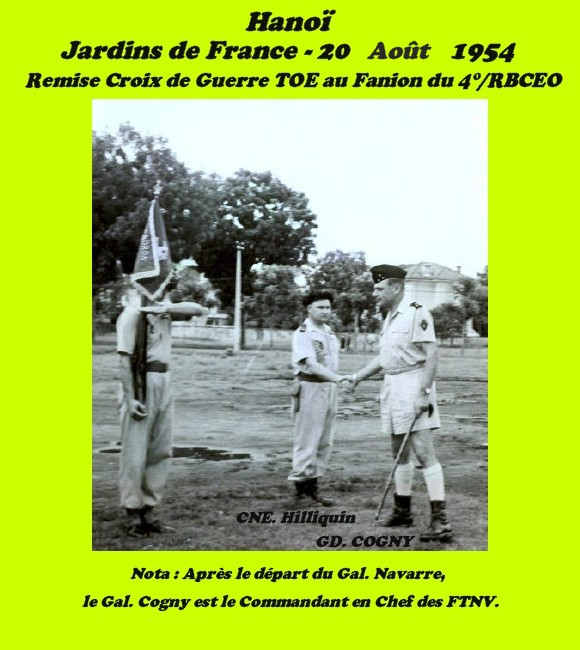
Arrivée du Général Cogny, Commandant les FTNV.

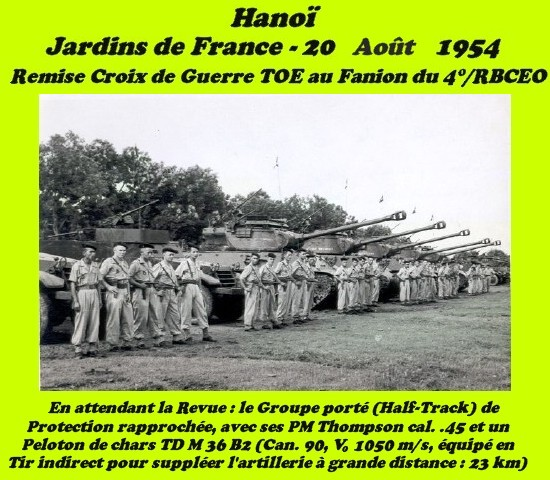
4° Escadron du RBCEO - En attendant la revue.

## Chefs de corps
Au moment de sa dissolution en 1955, le Régiment était commandé par le Lieutenant-Colonel Cochet.

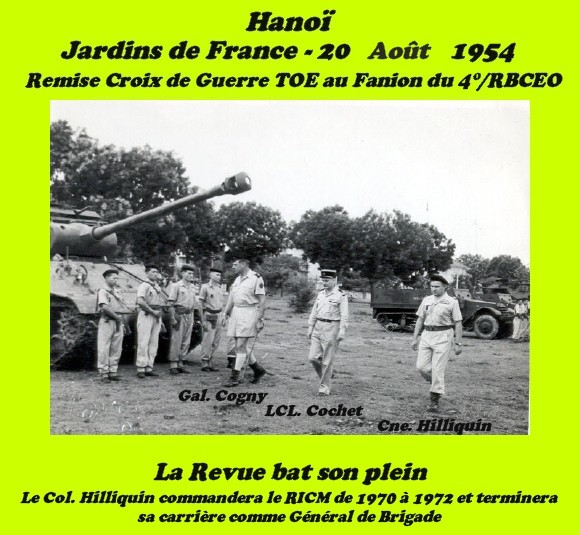
Remise de la Croix de Guerre TOE au 4° Escadron du RBCEO

## Faits d'armes faisant particulièrement honneur au régiment
Au cours de la seconde Bataille de Vinh Yen, le 4° Escadron aux Ordres du Capitaine Hilliquin (Colonel Commandant le RICM en 1972, Adjoint du Général Siard à la 5° BB en 1975, DCD comme Général 2° section) est envoyé en renfort pour dégager la garnison encerclée. Du 10 au 18 juillet 1954, de durs combats tenteront de limiter la pression du Vietminh sur les limites Ouest du Delta du Fleuve Rouge, notamment le 16 juillet au goulet de Quay Khang ; l'ennemi (vraisemblablement informé des résultats de Genève) décrochera le 18 juillet au soir, se repliant vers les hauteurs du Nord-Est. L'Escadron aura perdu plusieurs chars et Half-Tacks et près de 50 % de ses effectifs ; son fanion se verra décerner la Fourragère avec Croix de guerre des Théâtres d'opérations extérieurs par le Général René Cogny le 20 août aux Jardins de France à Hanoi (Photos ci-dessous).

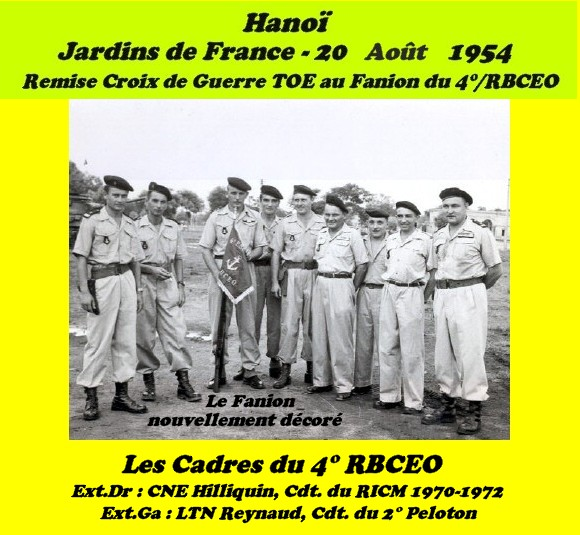
Cadres du 4° RBCEO autour du Fanion Décoré

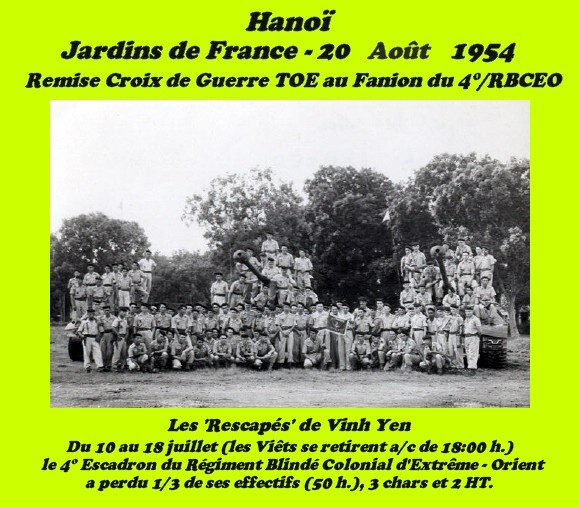
4° Escadron du RBCEO - Les rescapés de Vinh-Yen

## Personnalités ayant servi au sein du régiment
Général de Brigade Raymond Hilliquin (4° Escadron)
Lieutenant Colonel (H) Raymond Schmit (4° Escadron) 

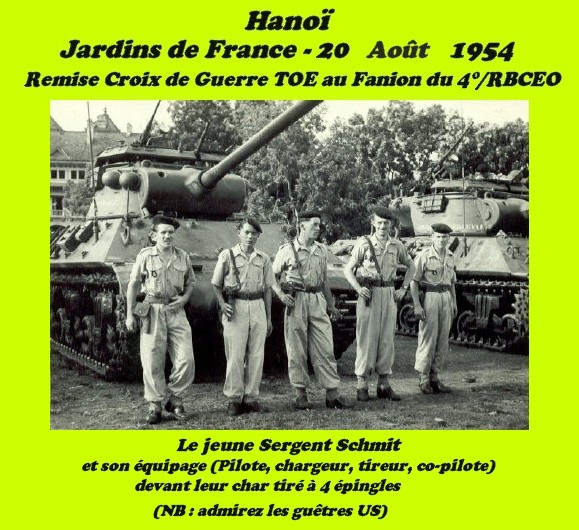
Char TD M 36 B 2 du SGT SCHMIT et son Equipage

### Source
- Revue Tank Zone, n° 7, 9 et 13 respectivement d'oct-nov. 2009, fév-mars 2010 et oct-nov. 2010.

(Vécu).